# 100 років Дніпровському національному університету імені Олеся Гончара (монета)
«100 ро́ків Дніпро́вському націона́льному університе́ту і́мені Оле́ся Гончара́» — ювілейна монета номіналом 2 гривні, випущена Національним банком України. Присвячена закладу вищої освіти IV рівня акредитації, багатогалузевому навчально-науковому комплексу, спектр наукових досліджень якого охоплює всі пріоритетні напрями розвитку науки і техніки України.
Монету введено в обіг 25 липня 2018 року. Вона належить до серії «Вищі навчальні заклади України».

## Опис та характеристики монети
| Номінал грн. | Метал      | Маса, грам | Діаметр, мм. | Якість виготовлення       | Гурт     | Тираж, штук |
| ------------ | ---------- | ---------- | ------------ | ------------------------- | -------- | ----------- |
| 2            | нейзильбер | 12,8       | 31           | спеціальний анциркулейтед | рифлений | 30 000      |

### Аверс
На аверсі монети розміщено: угорі — малий Державний Герб України, праворуч від якого напис «УКРАЇНА»; у центрі — композицію: на тлі стилізованої схеми цифра «100», нулі якої зображені у вигляді ромбів, усередині одного з них — супутник та напис «ДНУ»; під написом «100» — книга — символ знань, унизу номінал «ДВІ ГРИВНІ», праворуч на дзеркальному тлі рік карбування монети «2018», логотип Банкнотно-монетного двору Національного банку України.

### Реверс
На реверсі монети на дзеркальному тлі розміщено один із корпусів університету, праворуч роки — «1918/2018», по чотирьох боках ромба на дзеркальному тлі — написи: «ДНІПРОВСЬКИЙ НАЦІОНАЛЬНИЙ УНІВЕРСИТЕТ ім. ОЛЕСЯ ГОНЧАРА».

## Автори

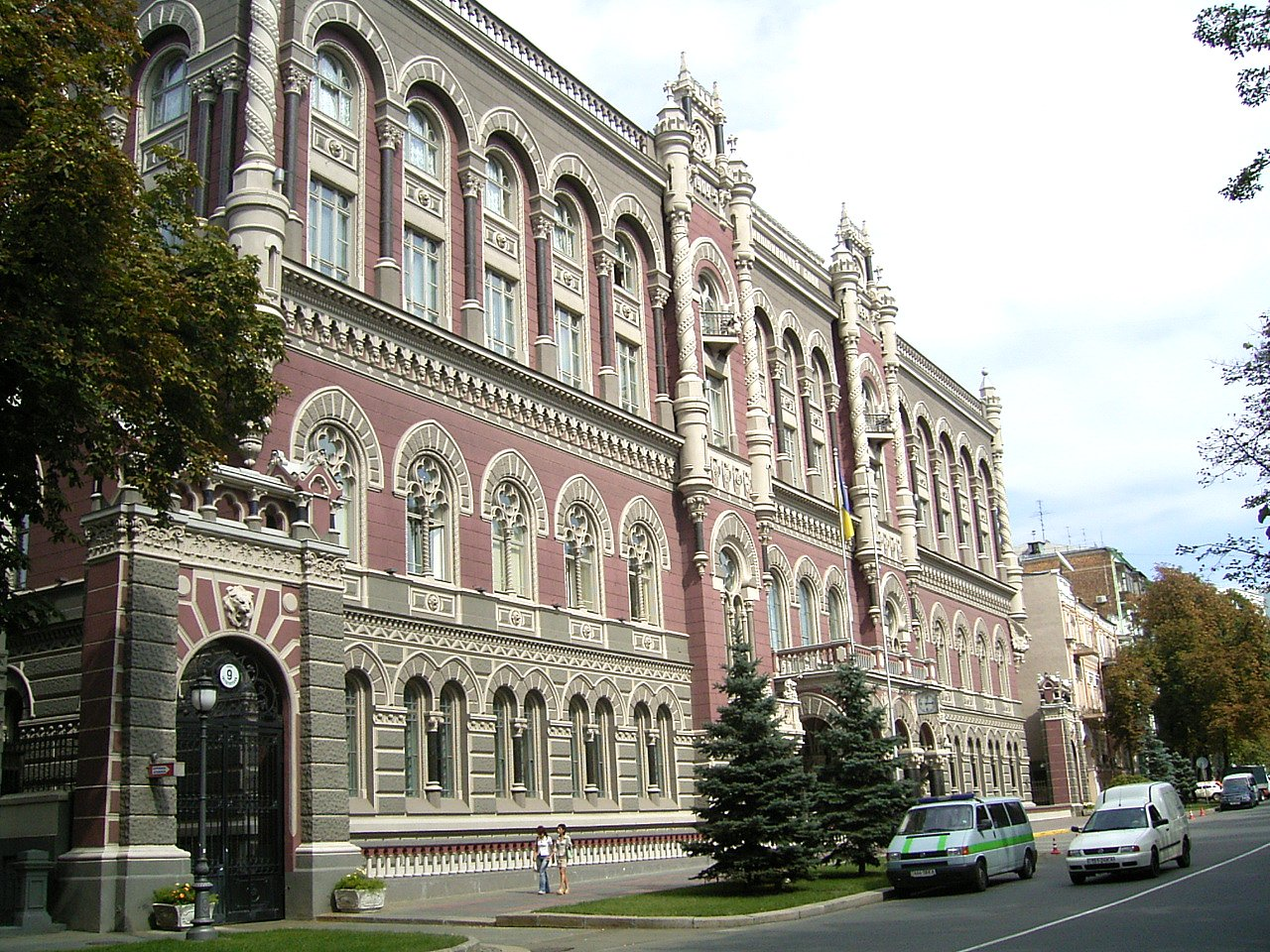
Будівля Національного банку України

- Художник — Фандікова Наталія.
- Скульптори: Атаманчук Володимир, Іваненко Святослав.

## Вартість монети
Під час введення монети в обіг 2018 року, Національний банк України реалізовував монету через свої філії за ціною 40 гривень.
Фактична приблизна вартість монети, з роками змінювалася так:
| Рік        | 2019 | 2020 | 2021 | 2022 | 2023 | 2024 | 2025 |
| ---------- | ---- | ---- | ---- | ---- | ---- | ---- | ---- |
| Ціна, грн. | 50   | 50   | 55   | 55   | 125  | 150  | 155  |